# Somatik
Somatik (grekiska Σωματικóς, somatikós, "kroppslig") är inom biologi det som syftar på människokroppen, och den del inom medicin som avhandlar fysiska åkommor till skillnad från psykosomatiska åkommor. Det somatiska nervsystemet styr frivilliga rörelser och sänder information om sensorik och kroppsläge till hjärnan.